# Nestíháme (album)
Nestíháme (2006) je EP album dua Nestíháme. Obsahuje 6 autorských písní Jana Řepky a Petra Ovsenáka, jednu zhudebněnou báseň Karla Tomana a jednu cover verzi písně Paula Simona Leaves That Are Green v překladu Jana Řepky.
Písničku Málo je času Jan Řepka znovu nahrál na své sólové album Čistý byl svět (2010).

## Seznam písniček
1. Emě – 1:26 (Petr Ovsenák / Karel Toman)
2. Kdosi mi řek' – 2:27 (Jan Řepka)
3. Málo je času – 3:45 (Jan Řepka)
4. Zpráva v láhvi – 3:09 (Petr Ovsenák, Jan Řepka)
5. Čertovo jezero – 2:36 (Petr Ovsenák, Jan Řepka)
6. Oči – 2:32 (Jan Řepka)
7. Z bříz padá stín – 2:44 (Paul Simon / Paul Simon, překlad Jan Řepka)
8. Až přijde noc – 2:31 (Petr Ovsenák)

## Obsazení
- Jan Řepka – zpěv, kytara
- Petr Ovsenák – zpěv, kytara